# 馬西斯冰川
67°30′S 65°40′W / 67.500°S 65.667°W
馬西斯冰川（英語：Matthes Glacier），是南極洲的冰川，位於葛拉漢地的鮑曼海岸，全長17公里，最終在德莫雷斯特冰川和錢伯林冰川之間注入旋風灣，在1928年12月20日由澳大利亞探險家發現，現時由南極條約體系管理。